# Padang Sikabu (Kuala Batee)
Padang Sikabu is een bestuurslaag in het regentschap Aceh Barat Daya van de provincie Atjeh, Indonesië. Padang Sikabu telt 1348 inwoners (volkstelling 2010).